# Авіценна (місячний кратер)
Кратер Авіценна (лат. Avicenna) — ударний кратер на зворотному боці Місяця, що лежить у північній частині валу кратера Лоренц. Назву присвоєно на честь середньовічного вченого, філософа і лікаря Авіценни (980-1037), в іншій транскрипції ібн Сіни, та затверджено Міжнародним астрономічним союзом в 1970 р. Кратер утворився у донектарський період.

## Опис кратера

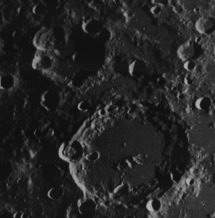
Кратери Авіценна (вгорі зліва) і Нернст (внизу праворуч). Фрагмент знімка Lunar Orbiter - IV.

На північному сході від кратера розташовані кратер Брегг і Лакчіні, на півночі кратер Шенфельд, на південному сході кратери Нернст і Рентген, на півдні кратер Лоренц, на південному заході кратер Вінлок. Селенографічні координати центру кратера 39°38′ пн. ш. 97°17′ зх. д. / 39.63° пн. ш. 97.28° зх. д., діаметр 73 км, глибина 2,7 км.
Північна частина кратера відзначена імпактами, південна і південно-східна частини валу кратера зруйновані. Південну частину валу перекриває невеликий кратер. Найбільша висота валу над навколишньою місцевістю складає 1310 м. Південна частина чаші кратера відзначена кількома невеликими кратерами. Об'єм кратера приблизно 4950 км³.

## Сателітні кратери

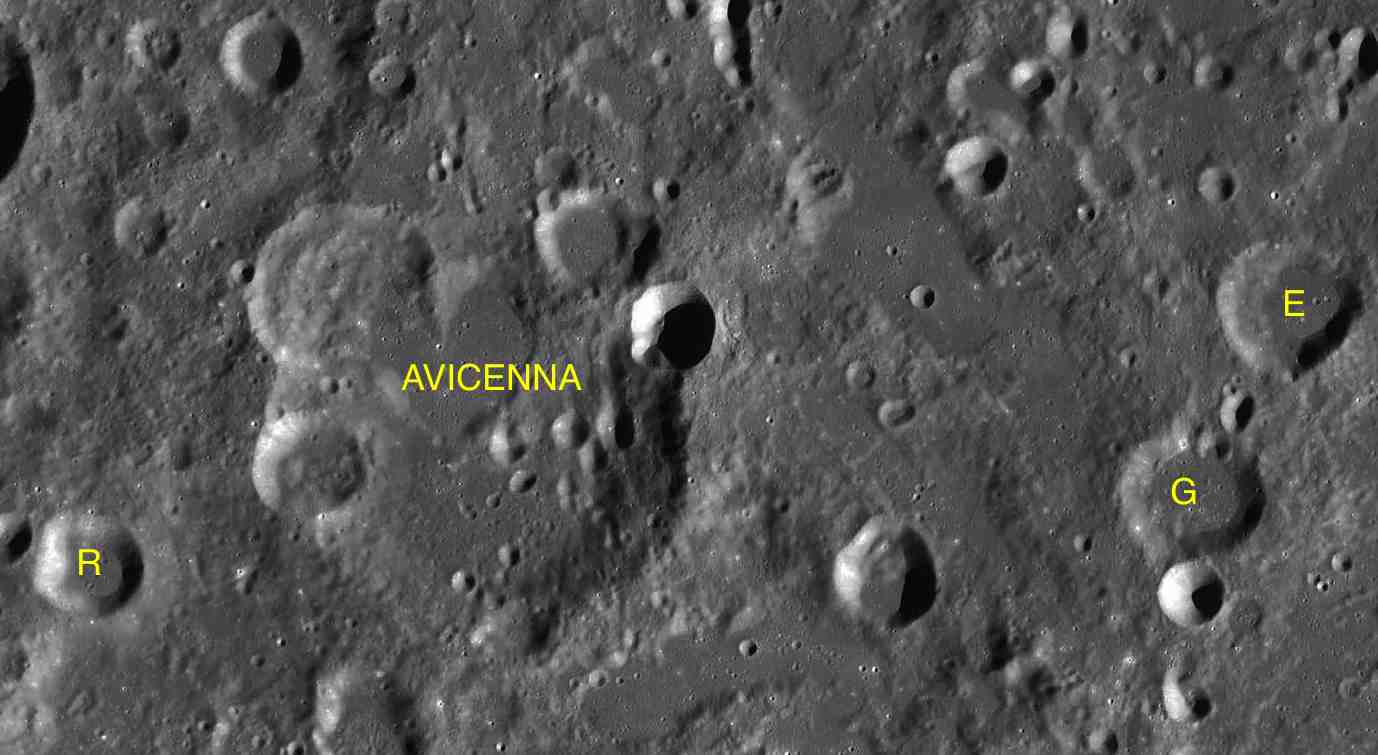
Фрагмент карти LAC-36.

| Авіценна | Координати                                                 | Діаметр, км |
| -------- | ---------------------------------------------------------- | ----------- |
| E        | 40°11′ пн. ш. 91°15′ зх. д. / 40.19° пн. ш. 91.25° зх. д.  | 25,6        |
| G        | 39°11′ пн. ш. 92°03′ зх. д. / 39.19° пн. ш. 92.05° зх. д.  | 24,5        |
| R        | 38°54′ пн. ш. 100°05′ зх. д. / 38.9° пн. ш. 100.08° зх. д. | 18,7        |